# Cedar (condado de Raleigh)
Cedar (condado de Raleigh) es un área no incorporada ubicada dentro del condado de Raleigh, Virginia Occidental, Estados Unidos. Está catalogada como un asentamiento humano por la Junta de Nombres Geográficos de los Estados Unidos.
El número de identificación (ID) asignado por el Servicio Geológico de Estados Unidos es 1554090.

## Geografía
Se encuentra a una altitud de 693 metros sobre el nivel del mar (2274 pies) según el conjunto de datos de elevación nacional.